# Spider Girl
Spider Girl, il cui vero nome è Sussa Paka, è un personaggio dei fumetti DC Comics.
Il personaggio fu menzionato per la prima volta come concetto nelle pagine della posta di Adventure Comics quando un fan suggerì un personaggio con il potere di capelli prensili super-forti.

## Biografia del personaggio
La prima apparizione formale di Spider Girl avvenne come aspirante membro della Legione dei Supereroi.
Poi, però, si unì all'accademia sotterranea per supercriminali di Tarik il Muto e si unì alla Legione dei Supercriminali.

### Prima diOra Zero

#### Five Year Gap
Durante la storia "Five Year Gap" in Legion, Paka fu descritta come una ladra mezza-riformata con una cotta per il suo compagno di squadra, Ultra Boy.
Si unì alla Legione dei Supereroi come Spider Girl, per poi cambiare il suo nome in Wave appena prima del rinnovamento della Legione, colorando i suoi capelli di un colore blu marino.

### DopoOra Zero
La prima comparsa di Spider Girl dopo gli eventi di Ora zero avvenne in Legion of Super-Heroes (vol. 4) n. 64, in cui fu membro della Workforce. Ebbe una relazione con Ultra Boy mentre erano entrambi membri del gruppo. Come conseguenza di ciò fu molto gelosa di Apparition.

### Superman and the Legion of Super-Heroes
Ciò che sembrò essere un rinnovamento del personaggio di Spider Girl comparve in una storia di Superman and the Legion of Super-Heroes cominciata in Action Comics n. 859. In questa versione, è un membro della Justice League of Earth, un gruppo di Legionari respinti nati sulla Terra che presero il controllo del pianeta, e bandirono la Legione e gli altri extraterrestri diffondendo la menzogna che Superman fosse un umano che odiava gli alieni.

## Poteri e abilità
Spider Girl è in grado di utilizzare i suoi capelli come se fossero delle mani: può prendere degli oggetti, sollevarli e talvolta lanciarli. Può anche utilizzare i suoi capelli per intrappolare i suoi nemici in una morsa invulnerabile.

## Altri media
Spider Girl comparve nella sua identità di Wave (con i suoi capelli dipinti di blu) nella serie animata Legion of Super-Heroes come membro dell'avanguardia della Velocità della Luce. Mostrò l'abilità di agguantare e sollevare le cose con i suoi capelli, proprio come la sua controparte dei fumetti.